# Monoclea gottschei
Monoclea gottschei là một loài Rêu trong họ Monocleaceae. Loài này được Lindb. mô tả khoa học đầu tiên năm 1886.